# Championnat du monde d'endurance moto 2019-2020
 (avril 2020).
Si vous disposez d'ouvrages ou d'articles de référence ou si vous connaissez des sites web de qualité traitant du thème abordé ici, merci de compléter l'article en donnant les références utiles à sa vérifiabilité et en les liant à la section « Notes et références ».
- Pays accueillant le Championnat du monde d'endurance moto 2019-2020

Navigation
Édition précédente Édition suivante
La saison 2019 -2020 du Championnat du monde d'endurance moto est la 41e édition de cette compétition. Elle devait se dérouler initialement du 21 septembre 2019 au 19 juillet 2020 mais en raison de la pandémie du COVID-19, elle se poursuit jusqu'au 27 septembre.

## Nouveautés de la saison
Plusieurs nouveautés font leur apparition pour cette nouvelle saison :
- Une nouvelle épreuve fait son apparition au calendrier : huit heures de Sepang, sur le circuit de Sepang en Malaisie.

- Un nouveau constructeur s'engage officiellement pour cette saison : Ducati avec le team ERC Endurance.

## Calendrier
Le calendrier initial pour la saison 2019–2020 est révélé le 18 juillet 2019.
| N° | Date                   | Course                  | Circuit                       | Lieu         | État, Pays |
| -- | ---------------------- | ----------------------- | ----------------------------- | ------------ | ---------- |
| 1  | 21 - 22 septembre 2019 | Bol d'or                | Circuit Paul-Ricard           | Le Castellet | France     |
| 2  | 14 décembre 2019       | 8 Heures de Sepang      | Circuit de Sepang             | Sepang       | Malaisie   |
| 3  | 18 - 19 avril 2020     | 24 Heures motos         | Circuit Bugatti               | Le Mans      | France     |
| 4  | 6 juin 2020            | 8 Heures d'Oschersleben | Motorsport Arena Oschersleben | Oschersleben | Allemagne  |
| 5  | 19 juillet 2020        | Suzuka 8 Hours          | Circuit de Suzuka             | Suzuka       | Japon      |

| N° | Date                   | Course              | Circuit             | Lieu         | État, Pays |
| -- | ---------------------- | ------------------- | ------------------- | ------------ | ---------- |
| 1  | 21 - 22 septembre 2019 | Bol d'or            | Circuit Paul-Ricard | Le Castellet | France     |
| 2  | 14 décembre 2019       | 8 Heures de Sepang  | Circuit de Sepang   | Sepang       | Malaisie   |
| 3  | 29 - 30 août 2020      | 24 Heures motos     | Circuit Bugatti     | Le Mans      | France     |
| 4  | 27 septembre 2020      | 12 Heures d'Estoril | Circuit d'Estoril   | Cascais      | Portugal   |

## Liste des équipes engagées pour le championnat du monde
| N°  | Équipe                               | Constructeur / moto | Catégorie | Pneu          |
| --- | ------------------------------------ | ------------------- | --------- | ------------- |
| 1   | WeBike SRC Kawasaki France Trickstar | Kawasaki ZX-10R     | EWC       | P Pirelli     |
| 2   | Suzuki Endurance Racing Team         | Suzuki GSX-R 1000   | EWC       | D Dunlop      |
| 3   | Am Moto Racing Competition           | Kawasaki ZX-10R     | SST       | D Dunlop      |
| 4   | Tati Team Beaujolais Racing          | Kawasaki ZX-10R     | EWC       | D Dunlop      |
| 5   | F.C.C TSR Honda France               | Honda CBR1000RR     | EWC       | B Bridgestone |
| 6   | Team ERC Endurance2                  | Ducati Panigale V4R | EWC       | P Pirelli     |
| 7   | Yart Yamaha                          | Yamaha YZF-R1       | EWC       | B Bridgestone |
| 8   | Bolliger Team Switzerland            | Kawasaki ZX-10R     | EWC       | P Pirelli     |
| 9   | Tecmas BMW GMC                       | BMW S 1000 RR       | EWC       | M Michelin    |
| 14  | Maco Racing Team                     | Yamaha YZF-R1       | EWC       | D Dunlop      |
| 22  | Team 202                             | Yamaha YZF-R1       | SST       | D Dunlop      |
| 24  | BMRT 3D Maxxess Nevers               | Kawasaki ZX-10R     | SST       | D Dunlop      |
| 31  | British Endurance Racing Team1       | Suzuki GSX-R 1000   | EWC       | D Dunlop      |
| 33  | Team 33 Coyote Louit Moto            | Kawasaki ZX-10R     | SST       | P Pirelli     |
| 34  | JMA Motos Action Bike                | Suzuki GSX-R 1000   | SST       | D Dunlop      |
| 36  | 3ART - Moto Team 95                  | Yamaha YZF-R1       | EWC       | P Pirelli     |
| 37  | BMW Motorrad World Endurance Team1   | BMW S 1000 RR       | EWC       | D Dunlop      |
| 41  | RAC 41                               | Honda CBR1000RR     | SST       | D Dunlop      |
| 44  | No Limits Motor Team                 | Suzuki GSX-R 1000   | SST       | P Pirelli     |
| 53  | BERTL K.Racing Team1                 | BMW S 1000 RR       | EWC       | P Pirelli     |
| 55  | National Motos                       | Honda CBR1000RR SP  | EWC       | D Dunlop      |
| 56  | GERT 56 by GS Yuasa                  | BMW S 1000 RR       | SST       | P Pirelli     |
| 61  | Mototech EWC Team                    | Yamaha YZF-R1       | EWC       | D Dunlop      |
| 65  | Motobox Kremer Racing                | Yamaha YZF-R1       | EWC       | P Pirelli     |
| 66  | OG Motorsport by Sarazin             | Yamaha YZF-R1       | SST       | D Dunlop      |
| 71  | JEG Racing Team1                     | Suzuki GSX-R 1000   | EWC       | M Michelin    |
| 77  | Wojcik Racing Team                   | Yamaha YZF-R1       | EWC       | D Dunlop      |
| 86  | Pitlane Endurance                    | Yamaha YZF-R1       | SST       | D Dunlop      |
| 90  | Team LRP Poland                      | BMW S 1000 RR       | EWC       | P Pirelli     |
| 91  | Energie Endurance 91                 | Kawasaki ZX-10R     | SST       | D Dunlop      |
| 96  | Moto AIN                             | Yamaha YZF-R1       | SST       | M Michelin    |
| 100 | HRT 100 - Hertrampf Racing Endurance | Ducati Panigale V4R | EWC       | P Pirelli     |
| 101 | Team Aviobike                        | Yamaha YZF-R1       | SST       | P Pirelli     |
| 333 | VRD Igol Pierret Experiences         | Yamaha YZF-R1       | EWC       | D Dunlop      |
| 777 | Wojcik Racing Team                   | Yamaha YZF-R1       | SST       | D Dunlop      |

1 Équipes faisant leur arrivée dans la catégorie EWC.
2 L'équipe ERC Endurance a réalisé la première course avec une BMW S 1000 RR avant de poursuivre le championnat avec la Ducati Panigale V4R.

## Classement du championnat
| Pos | Team                                  | Bike     | LEC | SEP | LMS | EST  | Points |
| --- | ------------------------------------- | -------- | --- | --- | --- | ---- | ------ |
| 1   | Suzuki Endurance Racing Team          | Suzuki   | 60  | 19  | 48  | 40.5 | 167.5  |
| 2   | YART - Yamaha                         | Yamaha   | 13  | 30  | 39  | 67.5 | 149.5  |
| 3   | F.C.C. TSR Honda France               | Honda    | 13  | 12  | 62  | 56.5 | 143.5  |
| 4   | Wójcik Racing Team                    | Yamaha   | 48  |     | 22  | 44.5 | 114.5  |
| 5   | Webike SRC Kawasaki France            | Kawasaki | 11  | 19  | 50  | 32   | 112    |
| 6   | BMW Motorrad World Endurance Team     | BMW      | 42  | 22  | 18  | 26   | 108    |
| 7   | VRD Igol Pierret Experiences          | Yamaha   | 29  | 2   | 31  | 32   | 94     |
| 8   | 3ART - Moto Team 95                   | Yamaha   | 20  | 13  | 29  | 21   | 83     |
| 9   | MACO Racing Team                      | Yamaha   | 30  | 0   | 16  | 17.5 | 63.5   |
| 10  | Team LRP Poland                       | BMW      | 7   | 6   | 14  | 23.5 | 50.5   |
| 11  | Tati Team Beaujolais Racing           | Kawasaki | 24  | 1   | 10  |      | 35     |
| 12  | Bolliger Team Switzerland             | Kawasaki | 11  | 8   | 11  |      | 30     |
| 13  | Honda Asia-Dream Racing with SHOWA    | Honda    |     | 28  |     |      | 28     |
| 14  | Motobox Kremer Racing #65             | Yamaha   |     | 0   | 13  | 13.5 | 26.5   |
| 15  | Tecmas BMW GMC                        | BMW      | 26  |     |     |      | 26     |
| 16  | British Endurance Racing Team         | Suzuki   | 3   | 0   | 8   | 15   | 26     |
| 17  | National Motos                        | Honda    | 15  | 7   |     |      | 22     |
| 18  | Yamaha Sepang Racing                  | Yamaha   |     | 20  |     |      | 20     |
| 19  | BMW Sepang Racing                     | BMW      |     | 14  |     |      | 14     |
| 20  | Team ERC Endurance                    | Ducati   |     | 12  | 2   |      | 14     |
| 21  | Suzuki JEG - Kagayama                 | Suzuki   | 12  | 0   |     |      | 12     |
| 22  | Team Plusone                          | BMW      |     | 11  |     |      | 11     |
| 23  | Mototech EWC Team                     | Yamaha   | 11  |     |     |      | 11     |
| 24  | Sun Chlorella by R2CL                 | Suzuki   |     | 10  |     |      | 10     |
| 25  | Zuff Racing Honda Swiss Team          | Honda    | 8   |     |     |      | 8      |
| 26  | Bertl K. Racing Team                  | BMW      | 5   | 3   |     |      | 8      |
| 27  | FSB Matt Racing                       | Yamaha   | 6   |     |     |      | 6      |
| 28  | Team Kodoma                           | Yamaha   |     | 5   |     |      | 5      |
| 29  | KRP Sanyokougyou & will raise RS-ITOH | Kawasaki |     | 4   |     |      | 4      |
| 30  | EMRT                                  | Yamaha   | 4   |     |     |      | 4      |

| Pos | Manufacturer | LEC | SEP | LMS | EST  | Points |
| --- | ------------ | --- | --- | --- | ---- | ------ |
| 1   | Yamaha       | 57  | 45  | 45  | 90   | 237    |
| 2   | Suzuki       | 49  | 29  | 36  | 46.5 | 160.5  |
| 3   | Honda        | 21  | 33  | 40  | 43.5 | 137.5  |
| 4   | BMW          | 45  | 35  | 11  | 40.5 | 131.5  |
| 5   | Kawasaki     | 30  | 25  | 43  | 24   | 122    |
| 6   | Ducati       |     | 12  | 0   |      | 12     |

## Courses

### Bol d'or 2019
Les principaux faits de courses de courses sont les suivants :
- le départ à 15 h est donné sous une pluie torrentielle
- à 18 h, la direction de course décide d'interrompre la course car les conditions de pistes ne sont plus réunies pour la sécurité des pilotes ;
- annonce  dans la soirée de la reprise de la course pour 6 h le lendemain matin soit une interruption de course de 12 heures (soit la moitié de l'épreuve) ;
- à 6 h : Relance de l'épreuve derrière le safety car pendant 15 minutes ;
- à 9 h : Casse moteur de la Honda no 5 alors en tête et pilotée par Mike Di Meglio, suivi par la chute de la Yamaha no 7 pilotée par Loris Baz ainsi que la Kawasaki no 1 pilotée par Erwan Nigon. À la suite de ces chutes les deux motos brûlent contre le rail de sécurité ;
- 15 h : Victoire de la Suzuki no 2 pilotée par les Français Vincent Philippe, Etienne Masson, et le Britannique Gregg Black[2] suivi de la Yamaha no 7 ainsi que la BMW no 6[3] ;
- Après la course la BMW no 6 sera déclassée pour contenance de réservoir illicite (supérieur à 24 litres), la troisième place revient donc à la BMW no 37[4].